# Clastodermataceae
A Clastodermataceae (ICN, ICZN szerinti névváltozat: Clastodermatidae) a Clastodermatales egyetlen csoportja, melyet korábban az Echinostelialesbe soroltak. 1971-ben írták le C. J. Alexopoulos és T. E. Brooks. Korábban 2 nemzetsége a Barbeyella és a Clastoderma volt, de mivel előbbi egyetlen faja, a Barbeyella minutissima sötét spórái ellenére az átlátszó spórájú Echinostelium arboreum testvérfaja, míg utóbbi önálló csoportot alkot, Leontyev et al. 2019-ben a Barbeyellát az Echinosteliaceae taxonba helyezték át, míg a Clastoderma számára fennmaradt a Clastodermataceae csoport, és Leontyev et al. rendszintű taxont hoztak létre számára Clastodermatales néven.

## Történet
A Clastodermát 1880-ban írta le Axel Gudbrand Blytt, a Clastodermataceae csoportot 1971-ben írták le C. J. Alexopoulos és T. E. Brooks. A Barbeyellát 1914-ben írta le Charles Meylan. 2019-ben Leontyev et al. önálló Clastodermatales (= Clastodermatida) kládot hoztak számára létre, ezt és az Echinostelialest pedig az Echinosteliidia főrendbe sorolták. Laboratóriumban először 1961-ben tenyésztette Mary Annunciata McManus.
2020-ban fedezték fel Knight és Lado a Clastoderma confusumot, melyet korábban Cribraria-fajnak hittek.

## Morfológia
A Clastoderma hálóját kapillítiumán keresztül hozza létre, szemben a Cribrariával, mely azt perídiumán keresztül hozza létre. Kolumellája általában van, de a Clastoderma confusumban hiányzik, a C. debaryanumban rövid, és kapillítiumba megy át, a Clastoderma confusumban a legtöbb Columellidia-fajjal szemben nincs. Spórái feketék.
Perídiuma fényes és ideiglenes, a Clastoderma confusumban csillag alakú gallér marad meg belőle. Csomói nem differenciáltak. Sporokarpiumai csoportosak. Nem meszesül, tönkje Clark és Haskins besorolása szerint feltehetően 3. típusú, üreges, és szemcsés anyaggal teli; homogén felső része kezdeti epihipotallikus tönkre utal, míg alsó része az Echinostelialeshez hasonlóan átmeneti lehet, kapillítiuma mindig van, és kevéssé elágazó, spórái halványbarnák, pigmentjük melanin. Lemezes kiemelkedései a Barbeyella tölcsérszerű végeivel szemben elkülönülnek a perídiumtól. Sporangiumán tönk van.
Plazmódiumában 3 rosttípus különböztethető meg: az első fonalas, és a Physarum polycephalum sejtplazmafonalaira hasonlít, a második mintegy 5 nm átmérőjű és távolságú, az elsőhöz hasonló sűrűségű és helyű, de szabályos elrendezésű, a harmadik a Pelomyxa mitózisorsójának mikrotubulusaira hasonlít. A sporangium tönkje mintegy 2 mm-es, és egy orsó alakú kiemelkedés hosszú alsó és rövid felső részre osztja.

## Élőhely
Gyakran savas környezetben él. Nyugat-Japánban 10–25% épületlefedettségű területen a Clastoderma debaryanum, 25–50% lefedettségűn a Clastoderma confusum a leggyakoribb élő Metasequoia glyptostroboidesen, azonban előbbi 1% feletti, utóbbi 1–75% épületlefedettségű területen él. Emellett a nemzetség megtalálható Kínában is. A C. debaryanum közepesen legyengült Cryptomeria japonicában gyakoribb, mint súlyosan vagy enyhén legyengültben, egészséges fában ritka, míg a C. confusum egészséges fában a leggyakoribb, és súlyosan legyengültben a legritkább. Az Amerikai Egyesült Államok keleti felén kevéssé ritka.

## Életciklus
Spórája csírázáskor egy protoplasztot hoz létre, mely mixamőba maradhat, vagy rajzósejtté alakulhat. Ha rajzósejtté alakul, egy másik rajzósejttel egyesülve zigótát képezhet, mely egy kis gömbölyű, általában fehér protoplazmódiummá nő. A plazmódium sose alkot érhálózatot, benne a sejtplazma szabálytalanul áramlik, éréskor 1 sporangiumot hoz létre. A tönk magasságának 80%-a körül zselészerű gömb jelenik meg, mely megszáradáskor ráncossá válik. Perídiuma korán leválik, csupán néhány, a kapillítiumág perifériás csúcsához rögzített lemezt és egy perídiumgallért hagy maga után.
Sporulációkor tönkje szerves anyagból – például a plazmódium bekebelezte gombaspórákból, algákból vagy baktériumokból – és gömbölyű CaCO3 szemcsékből áll. A Clastoderma debaryanum életciklusában rajzósejt-egyesülés ismert.

## Genetika
Egyetlen genetikailag leírt faja a Clastoderma debaryanum, a nemzetség monofíliája vitatott. 5 egyszeri uridininzertáció történik cox1 génje mRNS-ében, citidin-, dinukleotid-inzertációja vagy nukleotidcseréje nincs.

## Tenyészthetőség
Gyűjtéssel és nedves kamrás kultúrákkal is tenyészthető.

## Filogenetika
Egyetlen ismert nemzetsége a Clastoderma. Korábban a Barbeyellát is ide sorolták, de arról Fiore-Donno et al. 2012-ben kimutatták, hogy az Echinosteliumban ágazik el, Leontyev et al. 2019-ben pedig áthelyezték az Echinosteliaceae csoportba.